# Limnodriloides fuscus
Limnodriloides fuscus är en ringmaskart som beskrevs av Erséus 1984. Limnodriloides fuscus ingår i släktet Limnodriloides och familjen glattmaskar. Inga underarter finns listade i Catalogue of Life.